# Vertegenwoordiging van de Duitstalige Gemeenschap van België in Brussel

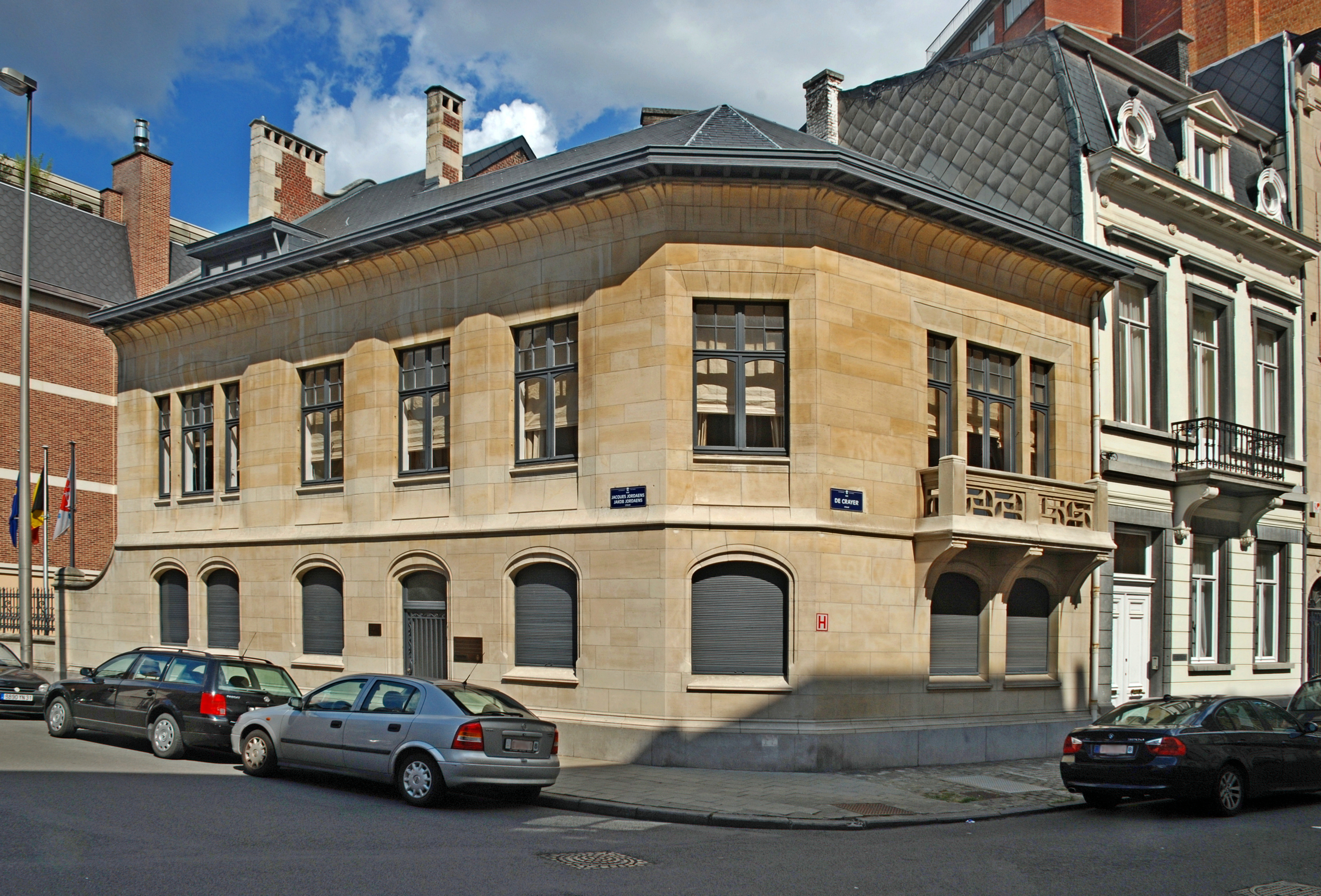
Gebouw waarin de vertegenwoordiging gevestigd is

De Vertegenwoordiging van de Duitstalige Gemeenschap van België in Brussel (Duits: Vertretung der Deutschsprachigen Gemeinschaft Belgiens in Brüssel, Frans: Représentation de la Communauté germanophone de Belgique à Bruxelles) is gevestigd in het voormalige Herenhuis De Brouckère aan de Jakob Jordaensstraat 34 in Brussel. 
Ze werd in 2005 opgericht nadat de Belgische federale staat het gebouw had gerenoveerd en het in 2002 had overgedragen aan de Duitstalige Gemeenschap.

## Vertegenwoordiging
De vertegenwoordiging van de Duitstalige Gemeenschap in Brussel fungeert als aanspreekpunt voor Belgische en internationale samenwerkingspartners in de hoofdstad. Ook levert ze een belangrijke bijdrage aan de uitvoering van de strategische doelstellingen van de externe betrekkingen. Door haar representatieve werk en door samenwerking en uitwisseling met andere instanties draagt ze bij aan:
- het positioneren van de Duitstalige Gemeenschap in België en in andere Europese landen;
- het waarborgen van een volledig dienstenpakket voor de bevolking van de Gemeenschap;
- het verhogen van de kwaliteit van de diensten;
- het vergroten van hun eigen mogelijkheden door Europese financieringsprogramma's te gebruiken.

Zowel op administratief, politiek en Europees niveau als in contact met organisaties en netwerken speelt de vertegenwoordiging in Brussel een bemiddelende en coördinerende rol.